# Kirsten Flagstad

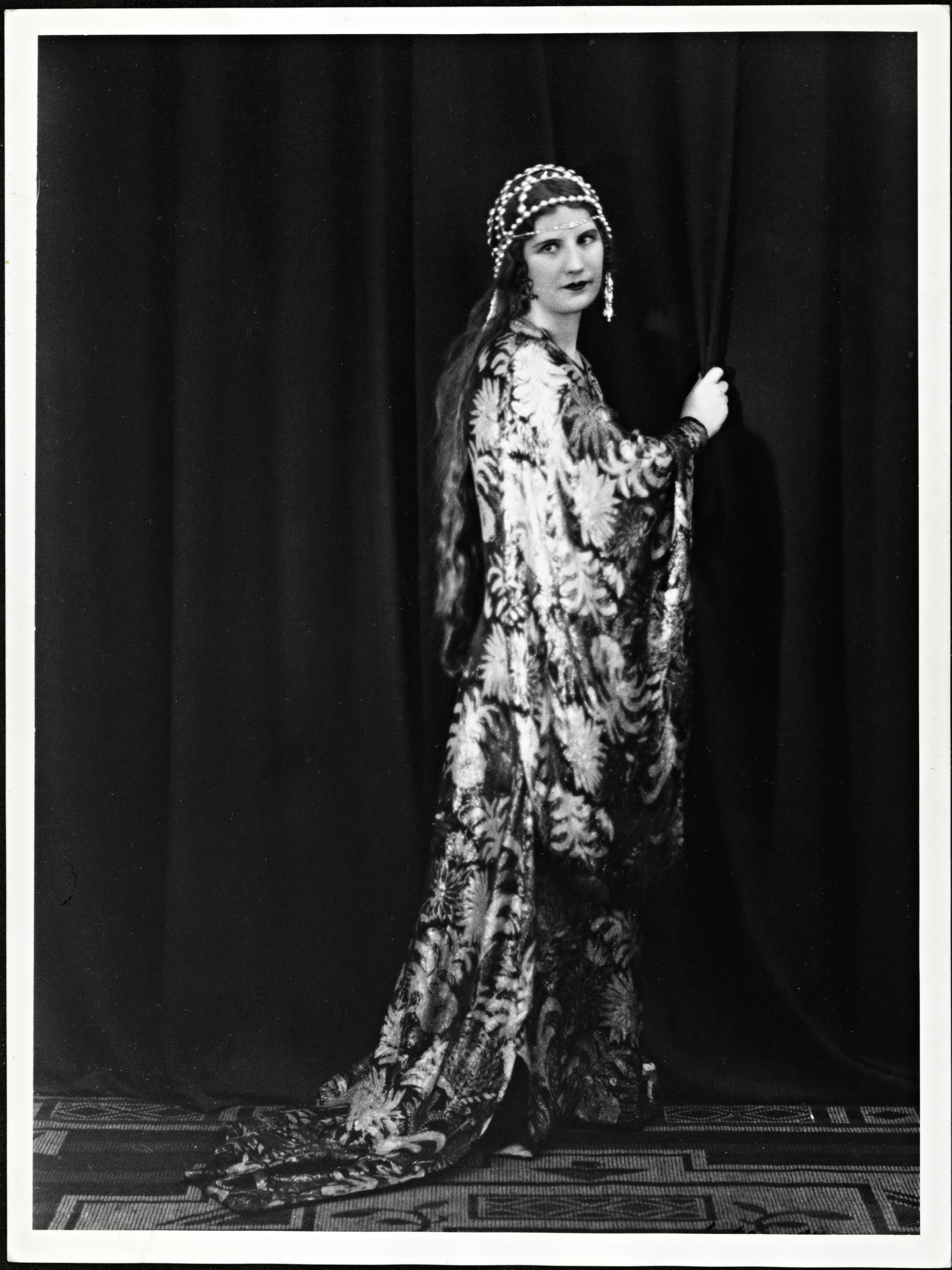
Kirsten Flagstad som Desdemona i Otello, 1921.

Kirsten Malfrid Flagstad, född 12 juli 1895 i Hamar, död 7 december 1962 i Oslo, var en norsk operasångare (dramatisk sopran) som anses höra till de största uttolkarna av främst Richard Wagners musik under 1900-talets första hälft.  

## Biografi
I början av sin karriär sjöng Flagstad mycket operett och roller som Puccinis Tosca, titelrollen i Verdis Aida och Elsa i Wagners Lohengrin. Men det är huvudsakligen som uttolkare av verk av Richard Wagner hon gått till historien. Hennes röst liknades ibland vid ett stort sammetssegel och hade en i det närmaste obegränsad volym. Röstens kvaliteter behölls livet ut och Flagstad gjorde ett stort antal framgångsrika skivinspelningar för Decca under hela 1950-talet, såväl med operaarior/operautdrag som med romanser, främst av Grieg och Sibelius men även av mindre kända norska tonsättare. Hon spelade även in sin första kompletta opera på länge, Glucks Alceste. Tidigare gjordes ett omfattande antal inspelningar för andra bolag, som RCA och EMI. Diskografin är i dag med många återutgivningar och även piratinspelningar ytterst omfattande.
Flagstad uppträdde vid Stora Teatern i Göteborg mellan 1928 och 1932, vid Bayreuth-festspelen, Metropolitan Opera i New York, San Francisco, Chicago, Royal Opera House Covent Garden i London, Teatro Colón i Buenos Aires och La Scala i Milano. Under kriget uppträdde hon i Sverige och i Schweiz, men inte i Tyskland eller på något territorium ockuperat av tyskarna. Efter krigsslutet anhölls hennes man Henry Johansen för påstått affärssamarbete med tyskarna. Han friades, men hann avlida i lunginflammation i fängelset i Oslo. Kirsten Flagstad mötte antinazistiska protester vid sin comeback i USA efter krigsslutet, men friades till slut för ogrundade anklagelser. Avskedsföreställningen på Metropolitan var titelrollen i Glucks Alceste 1952. Hennes sista roll på scenen var som Dido i Purcells opera Dido och Aeneas vid Mermaid Theatre i London år 1953. 1958–1960 var Flagstad chef för Den norske opera, en post som hon fick lämna av hälsoskäl. Kirsten Flagstad avled i cancer 1962. 
I födelsestaden Hamar strax nordost om Oslo ligger Kirsten Flagstadmuseet. Platsen för det nya operahuset i Oslo ligger vid Kirsten Flagstads plass, uppkallad efter Kirsten Flagstad. En staty av henne flyttades från den tidigare operan för Den Norske Opera & Ballett och sattes upp där i samband med att det nya operahuset öppnade 2008.
Kirsten Flagstad var dotter till violinisten Michael Flagstad (1869–1930) och pianisten Marie Nielsen Johnsrud (1871–1958). Hon var syster till operasångaren Karen-Marie Flagstad.

## Scenroller (urval)
- 1923 Bajadären av Julius Brammer, Alfred Grünwald och Emmerich Kálmán, regi Nils Johannisson, Oscarsteatern

## Diskografi (urval)
- Isolde i Wagners Tristan und Isolde. Dir. W. Furtwängler. EMI 7243 5 67621 2 1 (4 CD).
- Brünnhilde i Wagners Der Ring des Nibelungen. Dir. W. Furtwängler. Live La Scala, Milano 1950. Opera D'Oro OPD 1501. (14 CD).
- Fricka i Wagners Das Rheingold, dir. G. Solti. Decca (3 LP).
- Isolde i Wagners Tristan und Isolde. Dir. E. Leinsdorf. Live Metropolitan Opera House. 1941. Gebhardt JGCD 0008-3 (3 CD).
- Kirsten Flagstad sings Sibelius. Dir. Ø. Fjeldstad. Past Classics SP140. Tidigare utgiven av Decca.
- In concert. Kirsten Flagstad. Med Set Svanholm. Dir. G. Merola. Live San Francisco Opera 1949-10-09. Naxos 8.110143.
- Sigelinde i Wagners Die Walküre. Akt 1.  Dir. H. Knappertsbusch. Decca Eloquence 466 678-2.
- Brünnhilde i Wagners Die Walküre. Akt 3. Dir. G. Solti. London 448 575-2.
- Mahlers Kindertotenlieder och Lieder eines fahrenden Gesellen samt Wagners Wesendonk-Lieder. Dir. A. Boult samt H. Knappertsbusch. Decca 468 486-2.
- Dido i Purcells Dido and Aeneas. Dir. G. Jones. EMI 50999 5 09691 2 8.
- Leonore i Beethovens Fidelio. Dir. W. Furtwängler. Live Festspelen i Salzburg 1950-08-05. EMI CHS 7 64901 2 (2 CD).
- Titelrollen i Glucks Alceste. Dir. A. Erede. Live Metropolitan Opera House 1952-03-29. Walhall WLCD 0014 (2 CD).
- Titelrollen i Glucks Alceste. Dir. J. Hye.Knudsen. Live Copenhagen 1957-04-14. Bonus: Flagstad sings Wagners Wesendonck Lieder and Liebestod from Tristan och Isolde. 1948-08-04. Dir. T. Beecham. EKLIPSE Records EKRCD 24. 1993. (2 CD).
- Kirsten Flagstad - Wagner. Arias and duets with Melchior. RCA GD87915.
- Elisabeth i Wagners Tannhäuser. Dir. E. Leinsdorf. Live Metropolitan Opera House 1939-12-16. Symposium Records 1178 & 1179 (2 CD).
- Brünnhilde i Wagners Die Walküre. Akt 2. Dir. F. Reiner. Live San Francisco Opera 1936-11-13. Music & Arts CD-1048.
- Senta i Wagners Der fliegende Holländer. Dir. F.Reiner. Live Covent Garden 1937-06-07. Golden Melodram GM 1.0064 (2 CD).
- Kirsten Flagstad - Norwegian songs. EMI CDH 7 63305 2.
- Brünnhilde i Wagners Götterdämmerung. Dir. Ø. Fjeldstad. 1957. London records A 4603. (6 LP). Även utgiven på CD av Walhall Records och Urania Records.
- Isolde i Wagners Tristan und Isolde. Royal Opera, Covent Garden, dir. F. Reiner. 1936. Naxos 8.110068-70 (3 CD).
- Dørumsgaard. Songs and arrangements. Gerald Moore, piano. Testament SBT 1267.
- Hymns. (Norska psalmer). S. Fotland, organ. SIMAX PSC 1801.
- Kirsten Flagstad. Vol. 1: The early recordings 1914-1943. SIMAX PSC 1821 (3 CD).
- Kirsten Flagstad. Vol. 5: German Lieder, Norwegian Radio 1954. SIMAX PSC 1825. (2 CD).
- Songs for Sunday. Sacred songs, Bach & Handel arias. Dir. A. Boult. Decca Eloquence 480 0616. (2 CD). 2009.
- Ludwig van Beethoven, Richard Wagner. Dir. C. Krauss. Konsert i Havanna, 1948. Archipel ARPCD 0423.
- Richard Wagner, Richard Strauss. Dir. G. Sebastian. Live Berlin 1952. Audite 23.416 (2 LP).
- Wagner arias. Newton Classics 8802090. (Inspelat 1935-1940).

Kommentar: Kirsten Flagstads diskografi är synnerligen omfattande. Här kan endast lämnas ett fåtal exempel. I en hel del fall har samma inspelningar dessutom utkommit på olika skivbolag.